# 大阪パチンコ店放火殺人事件
大阪パチンコ店放火殺人事件（おおさかパチンコてんほうかさつじんじけん）とは、2009年（平成21年）7月5日に大阪府大阪市此花区四貫島一丁目のパチンコ店が放火され、5人が死亡した殺人事件。犯人の男Tは現住建造物等放火罪および殺人罪、殺人未遂罪に問われ、2016年（平成28年）に刑事裁判で死刑判決が確定した。此花区パチンコ店放火殺人事件とも呼称される。

## 概要
2009年7月5日、大阪市此花区四貫島一丁目の阪神なんば線千鳥橋駅南側繁華街の一角・商店街の入り口付近にある雑居ビル「児島建設ビル」の1階に入居していたパチンコ店「crossニコニコ」が放火される事件が発生。通報を受けた消防隊が駆けつけて消火作業を行ったが店内はほぼ全焼。焼け跡から、客の女性2人と男性1人、従業員の女性の計4人が焼死体で発見された。他にも19人が重軽傷を負う事態となった（1か月後の8月7日に重症の患者が死亡して死者は5人になった）。店員らの証言によるとガソリンをまいて火を点けて逃げた不審な男がいたということで大阪府警察は現住建造物等放火・殺人・殺人未遂容疑で捜査を開始。
事件の翌6日に山口県岩国警察署に男Tが出頭して犯行を自供したため逮捕された。Tは消費者金融などからの借入れが約200万円前後あり、その返済をすることができずに嫌気がさして事件を起こしたと動機を語った。
検察が行った精神鑑定の結果、Tは統合失調症と診断された。しかし、Tが事件後に自宅に戻って服を着替えてから逃走し、逃走中に宿泊した岡山市のホテルで本事件の被害を伝えるテレビを見て「えらいことをした」と思い直すなど冷静な言動や行動をとっていることから大阪地検は責任能力があったと結論付けた。
2009年12月3日、大阪地検はTを殺人・殺人未遂・現住建造物等放火の罪で起訴した。

## 裁判経過

### 第一審・大阪地裁
刑事裁判の第一審は大阪地方裁判所第2刑事部に係属した。公判前に公判前整理手続が行われ、一連の裁判の争点がTの刑事責任能力の程度と「死刑の合憲性」に絞られた。また、2011年9月2日に6人の裁判員と3人の補充裁判員が選任された。
2011年9月6日、大阪地裁（和田真裁判長）で初公判が開かれ、被告人Tは起訴事実を認めた。冒頭陳述で検察側はTの犯行時の責任能力について、精神鑑定での鑑定医の意見などから「完全責任能力があった」と主張した。一方、弁護側はTの責任能力の程度と死刑の合憲性について争う姿勢を示した。
2011年10月17日、論告求刑公判が開かれ、検察側は「強い意志に基づく犯行で、極めて残虐。極刑はやむを得ない」として裁判員制度での裁判では12例目となる死刑を求刑した。弁護側は責任能力がなかったと主張すると共に、死刑方法について絞首刑は公務員による残虐な刑罰を禁じているものに違反するとして、死刑は違憲だと主張し、一連の裁判は結審した。
60日間の審理を経て、2011年10月31日、大阪地裁（和田真裁判長）で判決公判が開かれ、裁判員裁判としては10例目の死刑判決を言い渡した。
判決では、絞首刑の合憲性については「死刑はそもそも受刑者の意に反して生命を奪って罪を償わせる制度。精神的・肉体的苦痛を与え、ある程度のむごたらしさを伴うことはやむを得ない」として裁判員の意見も踏まえて死刑について合憲と判断した。また、刑事責任能力については「死刑に値する重大な犯罪と十分分かった上での犯行で、被告人が主体的に判断し行動できたことは明らか」と完全責任能力を認定した。
一方で「絞首刑が最善の執行方法といえるかは議論がある」と指摘した。一審の判決を不服とした弁護側は控訴を申し立てた。

### 控訴審・大阪高裁
2013年7月31日、大阪高裁（中谷雄二郎裁判長）はTの刑事責任能力を認め、求刑通り死刑とした一審・大阪地裁判決を支持し、弁護側の控訴を棄却する判決を言い渡した。弁護側は判決を不服として上告した。

### 上告審・最高裁
2016年（平成28年）1月19日に、最高裁第三小法廷（山崎敏充裁判長）で上告審口頭弁論公判が開かれ、弁護側は「被告人Tには、事件当時から現在まで妄想がある」として死刑回避を求めたほか、絞首刑（日本における死刑の執行方法）は憲法で禁じられた「残虐な刑罰」に該当し、違憲である旨を主張。一方、検察側は「Tには妄想はあるが、事件への影響は軽微で、極刑はやむを得ない」と訴え、上告棄却を求めた。
2016年2月23日、最高裁第三小法廷（山崎敏充裁判長）は「執行方法（絞首刑）を含め、死刑制度は合憲であることは過去の判例からも明らか。人出が多い日曜日のパチンコ店を狙った計画的な無差別殺人で極めて残酷かつ悪質。遺族の処罰感情も峻烈」として、上告を棄却する判決を宣告したため、Tの死刑が確定した。また弁護側は裁判中、死刑の絞首という執行方法は「憲法が禁じる残虐な刑罰」であるとし、絞首刑は憲法違反であると主張していたが、同小法廷は「死刑制度が執行方法を含めて合憲なことは判例から明らか」とこれについても退けた。
2020年（令和2年）9月27日時点で、加害者Tは死刑囚（死刑確定者）として大阪拘置所に収監されている。なお大阪拘置所に収監されている死刑囚のうち、裁判員裁判で死刑判決を言い渡された死刑囚はTが初である。

## 被害店舗の本事件後の摘発
本事件で放火された店舗は2011年7月、当たり確率を操作できるようにパチンコ台を不正改造した容疑で、同系列の別の2店舗と合わせて大阪府警に家宅捜索され、経営者が逮捕された。逮捕後「ciao」は閉店、跡地には「スギ薬局 千鳥橋店」が入居している。